# Arvid Tuba
Arvid Tuba är artistnamnet för musikern Markus Arvidson, verksam på den svenska synthmusikscenen. 

## Karriär
Arvid Tuba var en välbekant personlighet på den svenska industri- och synthmusikscenen i skiftet 1980/1990-talet. Under en tid titulerade han sig trummaskinstrubadur. Han har haft ett antal undergroundhits som "Kråkan Kermit", "Citera Astrid Lindgren" och "Låt Svinen Dansa".
Han var mest aktiv i perioden 1985 till 1992 under vilken han släppte ett stort antal hemmainspelade kassettband. Inspelningarna distribuerade han oftast själv eller genom vänner, men även genom annonsförsäljning i tidningen New Life. Som undergroundmarknaden för hemmainspelad musik såg ut så spreds kassetterna till många olika platser i världen såsom Japan, Tyskland, Östeuropa, Kanada, USA och de övriga skandinaviska länderna.
Sedan 1992 har Arvid Tuba gjort musik mer sporadiskt och inspelningarna har i stället distribuerats över internet. 
Nytt inspelat material har släppts så sent som 2002. Arvid Tuba har fortfarande en liten men levande fankultur spridd över jorden.

## Arvid Tuba i media
1992 släpptes vinylsingeln "Att måla med svartsjuka" utgiven på Börft Records, med en promotionvideo som visades i första avsnittet av Inferno, Lars Aldmans program på Sveriges Television om alternativ musik. Musiktidningen New Life publicerade en helsidesintervju med Arvid Tuba, och det har även varit artiklar om honom i Falukuriren, Gefle Dagblad och Arbetarbladet.

## Arvid Tuba live
Arvid Tuba turnerade också. Förutom ett tjugotal konserter i hemstaden Falun har han uppträtt ett flertal gånger i Gävle, Bollnäs (förband åt Dr. Alban), Umeå och Göteborg (förband åt S.P.O.C.K och Elegant Machinery). 
Den senaste livespelningen hölls i Falun 1997.

## Samarbeten med andra artister
Arvid Tuba samarbetade ofta med andra artister och gjorde filmmusik åt amatörfilmare i Norrköping.
Flera av de sidoprojekt han medverkat i gav ut kassetter under eget namn, t.ex. Musikduon (tillsammans med Christer Ljungqvist från Psychic Pissbrain i Falun), Cecilias Barn (med Greens Restaurant från Gävle), och Basen i ditt liv (under tiden som vapenfri i Bollnäs).

## Diskografi
Samtliga utgåvor är kassetter om inget annat anges.
- 1985 Nierenstein
- 1986 Bess is bestial
- 1987 Am I Obscene?
- 1988 Ynkedomen
- 1989 Arvid Tuba With Greens Restaurant - Skifta Rejält!
- 1989 Eftersatt
- 1990 Arvy
- 1990 Fleism, Börft 026
- 1990 Live i Boulognern, Gävle (vhs)
- 1990 Unreleased Tracks
- 1990 tomas j (inofficiell titel)
- 1991 Musikduon - Demonstrera
- 1991 Att måla med svartsjuka (7"), Börft 46
- 1992 Lite musik jag hoppas du gillar
- 1996 Den Felande CD:n (cd)
- 1998 Den förlorade cd:n (cd)
- 1999 Kiss-covers (cd/mc)
- 1999 Sommarlåtar (cd/mc)